# Mandinga
Mandinga — румынская группа, исполняющая музыку в стиле латина и поп.
В оригинальный состав группы входила Елена Георге, покинувшая коллектив в 2005 году (впоследствии она представила Румынию на «Евровидении 2009» с песней «The Balkan Girls»). С 2006 года её место заняла Elena Ionescu.
10 марта 2012 года «Mandinga» была выбрана, чтобы представить свою страну на конкурсе песни Евровидение 2012. На конкурсе группа исполняла композицию «Zaleilah». Ранее группа уже предпринимала попытки участия на Евровидении, участвовала в национальном отборе в 2005 году, однако так и не стала победительницей. На конкурсе «Евровидение 2012», в первом полуфинале заняла 3-е место, получив 120 баллов, что дало право представить страну в финале конкурса Евровидение 2012. 26 мая, в финале, группа заняла 12-е место, получив 71 балл.
Елена Ионеску покинула коллектив в 2016 году.

## Дискография
Студийные альбомы
- …de corazón (2003)
- Soarele meu (2005)
- Gozalo (2006)
- Donde (2008)
- Club de Mandinga (2012)